# Barraca del camí del Corral del Fortuny XVIII
La Barraca del camí del Corral del Fortuny XVIII és una obra del Pla de Santa Maria (Alt Camp) inclosa a l'Inventari del Patrimoni Arquitectònic de Catalunya.

## Descripció
És una barraca composta d'un cos circular exteriorment i un altre col·locat en angle de planta rectangular. El cos circular i de més envergadura, està orientat al SSE i presenta un portal molt alt, gairebé dos metres, i capçat amb llinda. La seva cúpula interior és també molt alta, 4m. La cambra és irregular, amb una paret recta i l'altra semicircular, i mesura 3'50m de fondària i 2'16m de fondària. No disposa d'elements funcionals.
El cos annex és rectangular i orientat a l'est. Mesura 2'85m de fondària i 2m d'amplada. Està cobert amb una falsa cúpula de 2'83m d'alçada màxima. Com a elements funcionals disposa d'una menjadora i dos cocons, un d'ells combinat amb una fornícula.
A l'esquerra de l'annex hi ha un tancat que sembla de factura més moderna. A la part posterior hi ha una escaleta que permet l'accés a la coberta. A la dreta del portal del cos principal hi ha un petit abeurador.